# Římskokatolická farnost Bánov
Římskokatolická farnost Bánov je územní společenství římských katolíků v děkanátu Uherský Brod s farním kostelem svatého Martina.

## Historie farnosti
První písemná zmínka o obci pochází z roku 1091, kdy zde pobýval budoucí český král Břetislav II.
Současná podoba farního kostela je barokní. Původně na tomto místě stával kostel ve slohu gotickém. Kdy byl postaven, není uvedeno. Některé prameny uvádějí existenci fary, a tedy i kostela v Bánově, již v době předhusitské. Podle pramenů patří k bánovské farnosti Bystřice pod Lopeníkem od roku 1481, Suchá Loz již od roku 1261.
V 15. století se stala bánovská fara českobratrskou a protestantskou, v roce 1582 se v Bánově připomíná luterský farář. Za třicetileté války fara zanikla a farnost byla spravována z Uherského Brodu. Byla zřízena expozitura, v roce 1784 lokální kuracie, která byla v roce 1843 povýšena na faru. V Bánově existovala před husitskými válkami i farní škola, která zanikla v 16. století. Znovu je o ní zmínka v letech 1671–79.

## Duchovní správci
Od července 2014 je farářem R. D. Mgr. Jiří Kupka. K 1. červenci 2019 byl novým farářem ustanoven R. D. Mgr. Jiří Putala.

## Bohoslužby
Ve farnosti se konají pravidelně bohoslužby ve farním kostele i ve filiálních kostelech v Suché Lozi a Bystřici pod Lopeníkem - v neděli i ve všední dny.

## Aktivity farnosti
Ve farnosti se pravidelně koná tříkrálová sbírka. V roce 2017 se při ní vybralo v Bánově 64 561 korun, v Suché Lozi 39 300 korun a Bystřici pod Lopeníkem 19 180 korun.
V roce 2016 oslavili věřící ve farnosti neděli Božího milosrdenství oceněním zasloužilých farníků. Ocenění se dostalo celkem 27 lidem. Podle duchovního správce Jiřího Kupky šlo například o ty, kdo se zasloužili před lety o stavbu kostela v Suché Lozi. Ocenění podle něj mělo ukázat, že farnost jejich služby vidí a zároveň být povzbuzením pro ostatní, aby sami nabídli své síly.
Na konci prázdnin pořádá farnost pro školáky zábavný program, spojený s žehnáním aktovek při poslední prázdninové nedělní bohoslužbě. 
V říjnu 2018 ve farnosti uděloval svátost biřmování biskup Josef Nuzík. 